# Ocsovai Gábor
Ocsovai Gábor (Budapest, 1934. február 25. – 2018. október 19.) magyar újságíró.

## Életpályája
Szülei: Ocsovai József és Grünwald Margit voltak. 1953–1956 között az Idegen Nyelvek Főiskolájának német szakán tanult. 1956–1961 között a Hungarian Foreign Trade című lap újságírója volt. 1961-től 10 éven át a Magyar Rádió munkatársaként dolgozott. 1971–1984 között a Rádió- és Televízióújság főszerkesztő-helyettese, 1995–1998 között főszerkesztője volt. 1984–1994 között a Gondolat-Jel című kulturális rádióműsor egyik szerkesztője volt. 1994–1995 között a Kossuth Rádió művelődéspolitikai rovatvezetője volt.

## Művei
- Száz év lila-fehérben. 1885-1985 (társszerző, 1958, 1985)
- Micsoda gólok (1969)
- Soziokulturale Entwicklung in Ungarn (1992)

## Díjai
- Magyar Lajos-díj (1993)
- Joseph Pulitzer-emlékdíj (2004)